# Vittorio Belmondo
Vittorio Belmondo (Torino, 1º gennaio 1912 – Torino, 25 giugno 1962) è stato un pilota automobilistico italiano. Figlio del commendator Giuseppe Belmondo, partecipò a 23 gare alla guida di Maserati e poi Alfa Romeo tra il 1934 ed il 1938, ottenendo una vittoria sul Circuito di Varese nel 1935, un secondo posto e tre terzi posti.